# Nockberge
Nationalparken Nockberge ligger i det österrikiska förbundslandet Kärnten i Alperna. Beteckningen nationalpark används bara i Österrike, IUCN klassificerar området däremot som "skyddat landskap" (kategori V).
Nationalparken begränsas i väst av floden Lieser och i norr av gränsen till förbundsländerna Salzburg respektive Steiermark. De andra gränserna är inte lika tydliga. De utgörs av en påtänkt linje mellan orten Bad Kleinkirchheim i syd, orten Reichenau i öst och orten Innerkrems i nordväst. Parken täcker en yta av 18 430 ha, varav 7 730 ha tillhör kärnområdet.
Under 1970-talet planerades ett större skidområde vid Nockberge. Därför påbörjades 1979 en asfaltväg som 1981 var färdigställd. Regionens befolkning ogillade planen att öka bebyggelsen med 18 linbanor och ett flertal skidliftar samt turiststugor med sammanlagd 3 000 sängar. Efter en proteströrelse genomfördes den 7 december 1980 en folkomröstning med resultatet att satsningen på intensiv turism ska läggas ned.
Den 1 januari 1987 blev nationalparken invigd. Sedan 2012 är området biosfärområde.